# フローレ
フローレ（イタリア語: Furore）は、イタリア共和国カンパニア州サレルノ県にある、人口約800人の基礎自治体（コムーネ）。アマルフィ海岸に位置する。

## 地理

### 位置・広がり
サレルノ県北西部、アマルフィ海岸に位置するコムーネの一つ。フローレの集落は標高300mの山腹に位置する。
町域は海に面している。海岸部には国道163号線が走っており、東のコンカ・デイ・マリーニとの境界にフィオルド・ディ・フローレ (Fiordo di Furore) 集落、西のプライアーノとの境界にマリーナ・ディ・プライア (Marina di Praia) の集落がある。

#### 隣接コムーネ
隣接するコムーネは以下の通り。NAはナポリ県所属を示す。
- アジェーロラ (NA) - 北
- アマルフィ - 北東
- コンカ・デイ・マリーニ - 東
- プライアーノ - 西

## 文化・観光
「イタリアの最も美しい村」クラブ加盟コムーネである。
フィオルド・ディ・フローレ
海岸部にフィオルド・ディ・フローレ (Fiordo di Furore) と呼ばれる入り江があり、入り江の奥の崖にある小集落も同名で呼ばれる。集落は隠れ里めいた立地と、鮮やかに彩色された家屋からなる景観で知られ、観光地となっている。
なお、「フィヨルド」の名で呼ばれているが、実際にはアジェーロラから流れ下った Schiato川 によって作られたリアス式海岸地形（溺れ谷）である。
- 南（海側）から
- 北（山側から）